# Myzocallis meridionalis
Myzocallis meridionalis är en insektsart. Myzocallis meridionalis ingår i släktet Myzocallis och familjen långrörsbladlöss. Inga underarter finns listade i Catalogue of Life.